# Waimea Canyon
Koordinaten: 22° 3′ 4,3″ N, 159° 38′ 20″ W

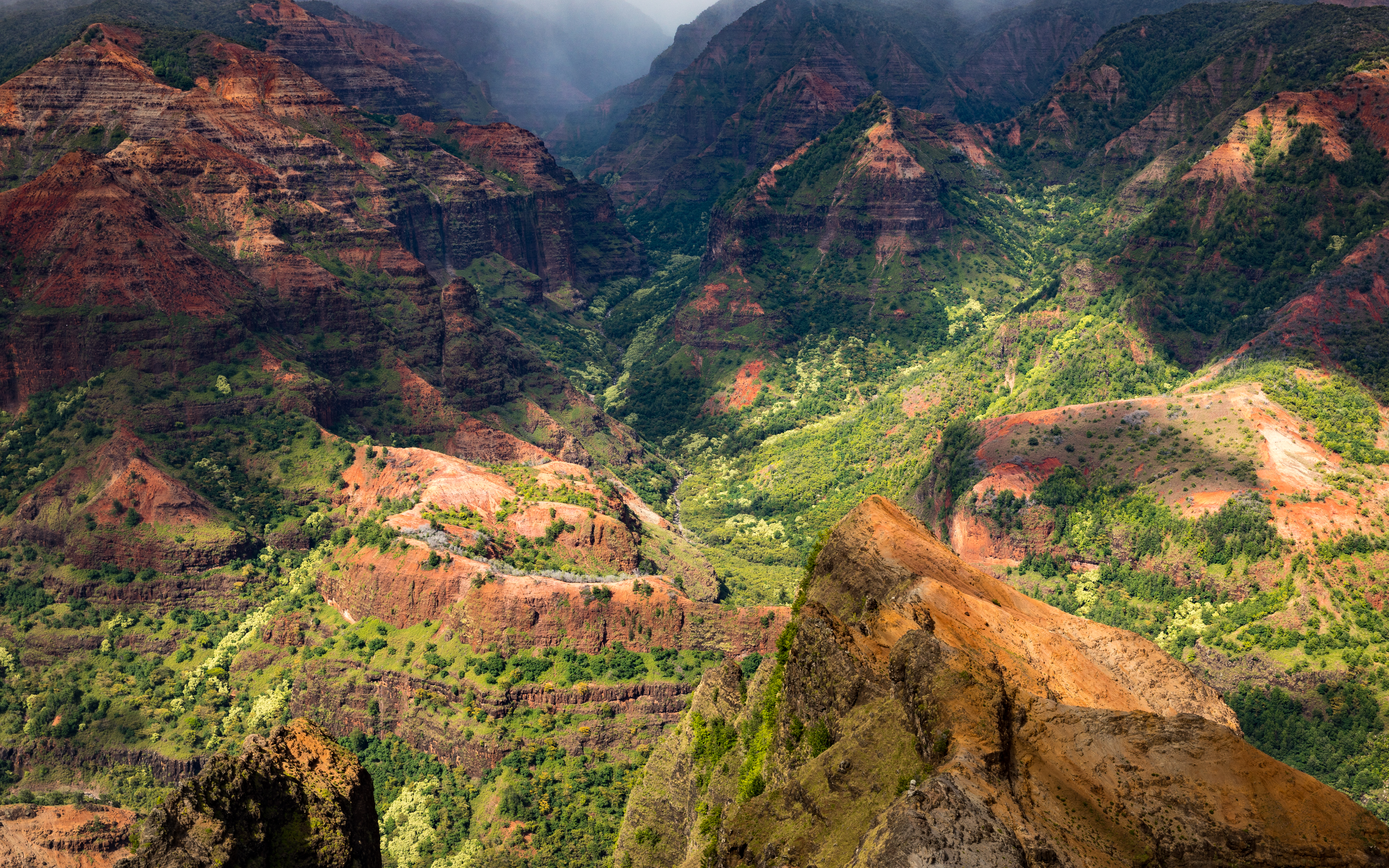
Waimea Canyon

Waimea Canyon (auch Grand Canyon of the Pacific, deutsch Grand Canyon des Pazifiks) ist ein Canyon im Westen der Hawaii-Insel Kauaʻi.

## Geographie
Der Canyon ist rund 16 Kilometer lang und bis zu 900 Meter tief.
Das hawaiische Wort Waimea bedeutet rötliches Wasser und bezieht sich auf die Erosion des roten Gesteins im Canyon, welches vom Waimea River ausgewaschen wird. Dieser wird von den Niederschlägen am Waiʻaleʻale – einem der regenreichsten Orte der Erde – gespeist.
Teile des Canyons bilden den Waimea Canyon State Park mit einer Fläche von 7,5 km².

## Flora
Der sehr seltene Baum Hibiscadelphus distans ist im Waimea Canyon endemisch.